# Халіфа Аль-Хаммаді
Халіфа Аль-Хаммаді (араб. خليفة الحمادي, нар. 7 листопада 1998) — еміратський футболіст, захисник клубу «Аль-Джазіра».
Виступав, зокрема, за клуб «Аль-Джазіра», а також національну збірну ОАЕ.

## Клубна кар'єра
Народився 7 листопада 1998 року. Вихованець футбольної школи клубу «Аль-Джазіра». Дорослу футбольну кар'єру розпочав 2017 року в основній команді того ж клубу, кольори якої захищає й донині.

## Виступи за збірну
У 2018 році дебютував в офіційних матчах у складі національної збірної ОАЕ.
У складі збірної був учасником кубка Азії з футболу 2019 року в ОАЕ, кубка Азії з футболу 2023 року у Катарі.
| Дата       | Місто   | Господарі  | Результат | Гості     | Турнір                        | Голи | Примітки |
| ---------- | ------- | ---------- | --------- | --------- | ----------------------------- | ---- | -------- |
| 25-01-2019 | Аль-Айн | ОАЕ        | 1 – 0     | Австралія | Кубок Азії 2019 - чвертьфінал | -    | 18'      |
| 14-11-2019 | Ханой   | В'єтнам    | 1 – 0     | ОАЕ       | Відбір до ЧС 2022             | -    | 37'      |
| 12-9-2023  | Загреб  | Коста-Рика | 1 – 4     | ОАЕ       | товариський матч              | -    |          |
| Усього     |         | Матчів     | 3         |           | Голів                         | 0    |          |